# Western Highlands
Western Highlands är en provins i Papua Nya Guinea.

## Administrativ indelning
Provinsen är indelad i sju distrikt.
- Anglimp-South Waghi
- Dei
- Mount Hagen
- Mul-Baiyer
- Jimi
- North Waghi
- Tambul-Nebilyer